# Alman Hastanesi
Das Alman Hastanesi („Deutsches Krankenhaus“, ab 1995 Taksim Alman Hastanesi) war ein Krankenhaus im Stadtviertel Cihangir in Istanbul, das von 1846 bis 2013 bestand.

## Geschichte
1844 gründeten Deutsche in Konstantinopel einen Hilfsverein, zunächst unter dem Namen Evangelisches Asyl, der 1846 in Evangelisch-deutscher Wohlthätigkeitsverein geändert wurde. Dessen Ziel war die Gründung eines deutschen Krankenhauses. Dieses konnte am 6. April 1846 in einem Gebäude am Yüksek Kaldirim in Galata eröffnet werden. Nachdem es 1851 zu einer Spaltung des Evangelisch-deutschen Wohthätigkeitsvereins gekommen war, gründet der leitende Arzt des Krankenhauses, Dr. Stoll, den Deutschen Wohltätigkeitsverein und behielt das Krankenhaus in Galata. Im Gegenzug eröffnete der Evangelisch-deutschen Wohlthätigkeitsvereins am 22. März 1851 in der Sakız Ağac Sokak (später Sakız Ağacı Caddesi, heute Atıf Yilmaz Caddesi) ein neues evangelisches Krankenhaus ein. Erste Krankenschwestern waren 1852 drei Kaiserswerther Diakonissen, die von Pastor Theodor Fliedner entsandt wurden. Das Krankenhaus zog 1853 in die Telegraf Sokak (heute Tel Sokagi). Bis 1870, als das alte erste Krankenhaus abbrannte, existierten in Konstantinopel parallel zwei deutsche Krankenhäuser.
Im Herbst 1875 begannen die Bauarbeiten für ein neues Gebäude an der Sıraselviler Caddesi nahe dem Taksim-Platz, am 14. Januar 1877 konnte das neue Krankenhaus eröffnet werden.
König Friedrich Wilhelm IV. von Preußen spendete dem Krankenhaus 2000 Taler. Der Preußische Staat, das Deutsche Reich und in seiner Rechtsnachfolge die Bundesrepublik Deutschland haben das Krankenhaus durchgehend bis 1992 finanziell unterstützt. Nachdem am Ende des Ersten Weltkriegs alle Deutschen Istanbul verlassen mussten, begannen 1919 britische Ärzte und Krankenschwestern im Krankenhaus zu arbeiten, das auch als Militärkrankenhaus diente. Zwischen 1925 und 1928 nutzten Amerikaner das Krankenhaus. Erst am 15. September 1931 nahm das deutsche Krankenhaus erneut mit Kaiserswerther Diakonissen seinen Dienst wieder auf. 1944 wurde es unter türkische Treuhänderschaft gestellt, aber 1954 zurückgegeben. Mit Auflösung der Kaiserswerther Stiftung im Jahr 1973 wurde das Krankenhaus dem Auswärtigen Amt angegliedert. Ab 1974 wurde das Krankenhaus nicht mehr von einem deutschen Chefarzt geleitet. Das Spital erwirtschaftete oft Verluste.
Von 1929 bis 1989 befand sich der Sitz der Abteilung Istanbul des Deutschen Archäologischen Instituts in einem Gebäude auf dem Gelände des Krankenhauses.
In einem im September 1992 zwischen Deutschland und der Türkei unterzeichneten Protokoll übertrug die Bundesrepublik Deutschland alle Rechte und Nutzungsmöglichkeiten am Deutschen Krankenhaus an die Stiftung der Absolventen des deutschsprachigen İstanbul Lisesi (İstanbul Erkek Liseliler Eğitim Vakfı). Die Stiftung vermietete das Krankenhaus daraufhin der Universal Hospitals Group. Nach der Übernahme durch die Universal Hospitals Group wurde das Krankenhaus 3 Jahre lang renoviert und 1995 als „Taksim Alman Hastahanesi“ wiedereröffnet. Das Krankenhaus hatte damals über 300 Betten.
Im Zuge der Beendigung der Gezi Park-Proteste wurde das Krankenhaus am 16. Juni 2013 gegen 3:30 Uhr Ortszeit von Wasserwerfer besprüht und die Polizei erzwang sich den Zugang.
2013 wurde das Krankenhaus geschlossen. 2017 zog die private Kent Üniversitesi in die Gebäude des ehemaligen Krankenhauses ein.
Ärzte / Chefärzte
- 1846–0 Franz Stoll (–1882)
- 1852–1857 Gustav von Eckenbrecher (1807–1887)
- 1857–1907 Georg Hermann von Mühlig (1826–1907)
- 1867 (Assistenzarzt), 1877–1906 Andreas Mordtmann (1837–1912)
- 1906–1908 Fritz Mühlig
- 1908–1909 Dr. Eichborn
- 1909–0 Karl Schleip (1872–)
- 1931–0 Jakob Paul Naab (1872–1954)
- 1934–1968 Hermann Quincke (1901–1982)[3]
- 1968–1974 Karl-Herbert Wendt (1929–2016)[4]

## Belege
1. ↑  Erdogan macht seine Drohung wahr. Neue Zürcher Zeitung, 17. Juni 2013, abgerufen am 1. Februar 2024; „So sieht Krieg aus“. Frankfurter Rundschau, 16. Juni 2013, abgerufen am 1. Februar 2024.
2. ↑  Standorte der Kent Üniversitetsi.
3. ↑  Kurt Laqueur: Professor Dr. H. Quincke verstorben. In: Deutsch-Türkische Gesellschaft Bonn. Mitteilungen Heft 105, 1982, S. 30–31.
4. ↑  Nachruf Dr. Karl-Herbert Wendt. In: Hamburger Ärzteblatt 71, 2017, Heft 2, S. 6 (Digitalisat).